# Lê Đông Phương
Lê Đông Phương (黎東方; 1907-1998), tên tiếng Pháp là Orient Lee, là một nhà sử học người Trung Quốc thời hiện đại.

## Cuộc đời và sự nghiệp
Ông nguyên danh là Trí Liêm (智廉), sinh năm 1907 tại huyện Đông Đài, Dương Châu (nay là Đông Đài, Diêm Thành), tỉnh Giang Tô. Nguyên quán của của ông tại Lê Điện, huyện Chính Dương, phủ Nhữ Ninh, tỉnh Hà Nam. Cha ông là Lê Cam, từng đỗ Cử nhân và làm quan cho nhà Thanh ở Giang Nam.
Thời niên thiếu, Lê Đông Phương từng được dạy học tại nhà. Khi nộp đơn vào Khoa Lịch sử Đại học Thanh Hoa vào năm 1926, do sai sót thủ tục dẫn đến trễ hạn nộp hồ sơ, ông buộc phải học lùi mất một năm. Trong thời gian theo học môn "Nghiên cứu lịch sử Pháp", ông được chính giáo sư Lương Khải Siêu hướng dẫn. Sau học kỳ đầu tiên của năm thứ ba, ông đến Đại học Paris (Pháp), theo bộ môn lịch sử Cách mạng Pháp dưới sự hướng dẫn của giáo sư nổi tiếng thời bấy giờ là Albert Mathiez.
Lê Đông Pương nhận bằng tiến sĩ văn học tại Đại học Paris năm 1931 với luận án "Les Comités et les club des patriotes belges et liégeois, 1791-an III" (Tạm dịch: "Các ủy ban và câu lạc bộ những nhà cách mạng Belges và Liège, năm Cộng hòa thứ III - 1791"). Ông trở lại Trung Quốc vào tháng 8 năm 1931 và giảng dạy về lịch sử và triết học tại Đại học Bắc Kinh và Đại học Thanh Hoa. Năm 1937, ông đến Khai Phong và làm giáo sư tại Đại học Đông Bắc Trung Quốc. Trong Chiến tranh Trung–Nhật, ông giảng dạy tại Đại học Liên kết Tây Nam ở Tứ Xuyên. Sau khi chiến tranh kết thúc, ông đến Hoa Kỳ theo lời mời của Pearl Buck. Năm 1948, ông trở về Trung Quốc và làm Chủ nhiệm Khoa Lịch sử Đại học Quý Châu. Sau khi chuyển đến Đài Bắc vào năm 1949, ông dạy lịch sử hiện đại tại Đại học quốc lập Đài Loan. Năm 1954, ông và Lâm Ngữ Đường đồng sáng lập Đại học Nam Dương ở Singapore. Sau khi nghỉ hưu với tư cách là giáo sư Đại học Văn hóa Trung Quốc, ông định cư ở San Diego, California, tập trung vào việc viết lách.
Ông đã xuất bản những cuốn sách như "Kể chuyện nhà Minh" (細說明朝), "Kể chuyện nhà Thanh" (細說清朝), "Kể chuyện Dân quốc" (細說民國) và "Kể chuyện Kháng chiến" (細說抗戰). Ông được mệnh danh là "Đệ nhất giáo sư của lịch sử phương Đông hiện đại" (現代東方講史第一人).
Ông qua đời vì bệnh tật tại Hoa Kỳ vào ngày 30 tháng 12 năm 1998, thọ 92 tuổi.

## Sách
- Các tập "Kể chuyện nhà Minh" (細說明朝), "Kể chuyện nhà Thanh" (細說清朝), "Kể chuyện Dân quốc" (細說民國)
- "Tự truyện Tưởng Giới Thạch" (蔣公介石序傳)
- "Kể chuyện Tần Hán"[3]